# Acacia taitensis
Acacia taitensis é uma espécie de leguminosa do gênero Acacia, pertencente à família Fabaceae.